# سیارک ۱۹۱۶۲
سیارک ۱۹۱۶۲ (به انگلیسی: 19162 Wambsganss، نامگذاری:1990TZ1) نوزده هزار و صد و شصت و دومین سیارک کشف شده‌است که در ۱۰ اکتبر ۱۹۹۰ کشف شد.
قدر مطلق سیارک برابر ۲۵.۷ است.